# Britische Beteiligung am Krieg in Afghanistan
Das Vereinigte Königreich beteiligt sich militärisch und zivil umfangreich an der westlichen Intervention in Afghanistan seit 2001, die militärische Präsenz in dem Land ist die zweitstärkste nach der der Vereinigten Staaten. Die Operationen der britischen Streitkräfte fasst die britische Regierung in zwei Phasen, die Zeiträume vor und nach dem Sturz der Regierung der Taliban, zusammen. Die beiden Phasen werden intern mit den Codenamen Veritas und Herrick gekennzeichnet. Nach dem Ende der ISAF Mission starteten die britischen Streitkräfte die Operation Toral unter Resolute Support.

## Einsatz
Bis zum 26. April 2014 sind in Afghanistan 453 Soldaten oder Zivilisten der Streitkräfte des Vereinigten Königreichs zu Tode gekommen.
Einige größere militärische Operationen mit britischer Beteiligung sind:
- Schlacht um Tora Bora 12.–17. Dezember 2001
- Operation Anaconda 1.–18. März 2002
- Operation Medusa 2. – 17. September 2006
- Operation Mountain Fury 16. September 2006 bis 15. Januar 2007
- Operation Achilles 6. März 2007 bis 30. Mai 2007
- Operation Pickaxe-Handle 30. Mai – 14. Juni 2007
- Schlacht von Musa Qala 7. – 12. Dezember 2007
- Operation Eagle's Summit 27. August 2008 bis 5. September 2008
- Operation Sond Chara 11. – 26. Dezember 2008
- Operation Panther's Claw 19. Juni 2009 bis 20. August 2009
- Operation Muschtarak 12. Februar 2010 –

## Geschichte

### Operation Veritas
Operation Veritas war der Name für die britischen Militäroperationen gegen die Taliban 2001 in Afghanistan. Die Operation war Teil der von den Vereinigten Staaten angeführten Operation Enduring Freedom. Sie begann am 7. Oktober 2001 mit einem Angriff von Tomahawk-Marschflugkörpern, abgeschossen von einem U-Boot der Royal Navy. Die Royal Air Force beteiligte sich sowohl mit Angriffen auf die Gegner als auch durch die Unterstützung der United States Air Force. Die britischen Luftoperationen dauerten während der gesamten Operation Veritas an.

### Operation Herrick
Operation Herrick begann am 22. Dezember 2001 mit dem Einsatz von etwa 2100 britischen Soldaten im Rahmen der ISAF in Kabul. Nachdem die Führung der ISAF im Sommer 2002 an die Türkei überging, verringerte sich die Zahl der britischen Truppen auf etwa 300.
Im Mai 2003 wurde in Nordafghanistan das erste britische Provincial Reconstruction Team (PRT) in Masar-e Scharif stationiert (Übergabe an Schweden im März 2006), kurz darauf ein zweites PRT in Maimana (Übergabe an Norwegen im September 2005). Die Briten stellten auch die erste Quick Reaction Force im Norden, so dass die Zahl der Soldaten auf etwa 1000 stieg.
Am 25. August 2004 gab der Verteidigungsminister Geoff Hoon bekannt, dass er sechs Harrier GR7A nach Kandahar verlegen lässt.
Bei den Terroranschlägen am 7. Juli 2005 in London wurden 56 Menschen getötet und über 700 Menschen verletzt. Am 10. August 2006 konnte durch eine britische Antiterroraktion ein Anschlag auf ein Flugzeug verhindert werden. Die Terroranschläge im Vereinigten Königreich im Sommer 2007 misslangen.
Am 26. Januar 2006 kündigte Verteidigungsminister John Reid an, dass 3.300 britische Soldaten in die Provinz Helmand in das neu zu errichtende Camp Bastion verlegt würden, dort waren zuvor nur etwa 130 US-Soldaten im PRT Laschkar Gah stationiert gewesen. Am 31. Juli 2006 übernahm die ISAF das Kommando im Süden Afghanistans. Im Sommer 2006 kam es dann zu schweren Kämpfen mit hohen Verlusten und so verstärkten die Briten im Juli 2006 noch einmal ihre Truppen. Die von den Briten verfolgte Strategie, sogenannte „platoon houses“ in den von Aufständischen bedrohten afghanischen Städte im Norden der Provinz zu errichten, führte dazu, dass alle diese kleinen Orte mit 40 bis 100 Soldaten belagert und ständig angegriffen wurden.

“I am grateful for the recent offer of troops from Poland but I will be urging NATO to look again to see what more can be done. Allies must step up to the plate to meet our collective commitment to support the Government and people of Afghanistan.”

„Ich bin dankbar für das Truppenangebot aus Polen, aber dennoch fordere ich die  NATO auf noch einmal zu sehen was noch gemacht werden kann. Die Alliierten müssen sich in eine Position bringen in der wir unsere gemeinsamen Verpflichtung zur Unterstützung der Regierung und der Menschen von Afghanistan erfüllen können.“

Im Oktober zogen sich die Briten aus Musa Qala zurück, da die Bewohner einen seit über einem Monat bereits gehaltenen Waffenstillstand ausgehandelt hatten, doch am 1. Februar 2007 wurde die Stadt von einigen hundert Taliban überrannt.
Weitere Verstärkungen der Briten erfolgten im Februar 2007 und im Juli 2007 auf etwa 7.800 Soldaten in Südafghanistan. Vom 1. Mai 2007 bis zum 1. Februar 2008 übernahm das Vereinigte Königreich die Führung des zeitweilig zwischen Großbritannien, Kanada und der Niederlande rotierende Regionalkommando Süd der ISAF von den Niederlanden und übergab die Verantwortung anschließend an Kanada. Im Sommer 2008 stieg die Zahl dann auf 8000 Soldaten. Während der Wahlen im Sommer 2009 wurde die Zahl der britischen Truppen auf 9000 erhöht. Eine weitere Verstärkung von 10.000 US-Soldaten gab es im Sommer 2009.
Am 1. November 2009 übernahm das Vereinigte Königreich erneut die Führung des Regionalkommando Süd von den Niederlanden. Zu dieser Zeit waren im gesamten Regionalkommando Süd etwa 35.000 Soldaten stationiert. Am 1. November 2010 erfolgte die Übergabe der Führung an die Vereinigten Staaten.
Während die Briten die Zahl ihrer Soldaten auf 9500 erhöhten, kündigte der US-Präsident an insgesamt weitere 30.000 Soldaten nach Afghanistan zu schicken. Zusätzlich werden 10.000 Soldaten der Afghanischen Nationalarmee nach Helmand verlegt („partnering“).
Am 28. Januar 2010 fand in London die Afghanistan-Konferenz 2010 statt.
Am 20. Juli 2011 übergab die britischen Streitkräfte die Verantwortung für die Sicherheit der Hauptstadt Laschkar Gah der Provinz Helmand an die afghanische Nationalarmee.

### Operation Toral
Operation Toral war die Nachfolge-Mission der Operation Herrick, die Anfang 2015 bis Juli 2021 lief. Die Hauptaufgaben der britischen Streitkräfte waren die Ausbildung und Betreuung der afghanischen Streitkräfte sowie der Schutz von NATO-Beratern durch die Kabul Security Force / Kabul Protection Unit.

### Ziviler Aufbau
Da die Provinz Helmand aus Wüsten und wenigen fruchtbaren Flusstälern besteht, ist ein vordringliches Ziel des zivilen Aufbaus die Wasserversorgung zu verbessern. Die Kajakai-Talsperre am Fluss Hilmend, die sowohl zur Erzeugung von Elektrizität als auch zur Bewässerung von enormer Bedeutung ist, wurde repariert und in Betrieb gesetzt. Wasserpumpen wurden gebaut und die Landwirte mit Saatgut unterstützt.
Neben dem Aufbau von Schulen wurde auch die Gesundheitsversorgung verbessert.
Das Vereinigte Königreich beteiligte sich an der Mission EUPOL Afghanistan und unterstützte die Afghanische Nationalpolizei (ANP).

### Zusammenarbeit mit der Afghanischen Nationalarmee
In der Provinz Helmand gibt es vier Bataillone (Kandak), die das 215. Korps der Afghanischen Nationalarmee in Laschkar Gah bilden. Sie werden unter anderem von 400 britischen Soldaten im Einsatz begleitet („partnering“).

## Kosten
- 2001–2002: £221m.
- 2002–2003: £311m.
- 2003–2004: £46m.
- 2004–2005: £67m.
- 2005–2006: £199m.
- 2006–2007: £738m.

Quelle: